# 毛脉槭
毛脉槭（学名：Acer pubinerve）为槭树科槭属下的一个种。

## 扩展阅读
- 維基物種上的相關：毛脉槭